# Noisettes
Noisettes ist eine 2003 gegründete Pop-Rockband aus London. Die Gruppe war bereits mehrfach in den britischen Charts.

## Geschichte
Die Band entstand 2003 aus der Zusammenarbeit des Gitarristen Dan Smith mit der Sängerin und Bassistin Shingai Shoniwa, die damals beide Mitglieder der Band „Sonarfly“ waren. Die beiden holten sich den Drummer Jamie Morrison dazu und hatten während des Winters ihre ersten Live-Gigs. Die erste EP Three Moods of the Noisettes kam im April 2005 beim Londoner Indie-Rock-Label „Side Salad Records“ heraus.
Die Band unterzeichnete bald darauf einen Vertrag mit dem Major-Label Universal Music Group, das die EP in den USA unter dem Label-Namen „Low Altitude“ herausbrachte. Die nächste Single, Iwe, erschien beim „Transgressive“-Label, gefolgt von Scratch Your Name bei Mercury/Side Salad Records. Alle folgenden Tonträger erschienen bei Vertigo Records.
Ursprünglich als Punkrock gestartet haben die drei Musiker sich 2007 dafür entschieden, mit einem gefälligeren Sound zwischen Soul, Disco-Funk und Indie-Pop zu reüssieren. Die beiden Releases von Scratch Your Name sind dafür ein Beispiel. Im Grunde machen sie für ihre Lieder Anleihen bei allen möglichen Stilrichtungen: Rockabilly (Don’t Give Up), Hardrock (Scratch Your Name), Elektropop (24 Hours).
Die familiär aus Simbabwe stammende charismatische Sängerin Shoniwa wird öfter als neue Punk-Soul-„Göttin“ gelobt. Dazu tragen gleicherweise ihre kreativ-ausgefallene Kleidung, ihre stark ausgeprägte Selbstsicherheit und ihre außergewöhnlichen stimmlichen Qualitäten bei, die im Nu von hauchzart zu „pulverisierend wild“ wechseln können.
Die Noisettes kündigten für ihr zweites Album an, eine Art musikalisches Konzeptalbum vorzulegen, „so wie das erste Portishead-Album einen eigenen Sound hatte“.
Im Januar 2009 wurde der Song Don’t Upset the Rhythm in einer Mazda-Werbung verwertet. Es handelt sich um die zweite Single aus dem Album Wild Young Hearts, das offiziell erst im April 2009 ausgeliefert wurde.
Noisettes haben ausgedehnte Tourneen durch die Clubs in Europa und den USA unternommen. Sie waren Vorgruppe bei den Babyshambles, Bloc Party und Muse. Mehrfach wurden Songs von ihnen in aktuelle Computerspiele integriert. Der Noisettes-Song Scratch Your Name wurde in die letzte Episode von The Sopranos (2007) eingebettet.
Für die Albumvorstellungstour hat man sich als Support wechselnde lokale Rockbands eingeladen.
Das dritte Album der in ein Duo aus Sängerin Shoniwa und Gitarrist Smith gewandelten Noisettes trägt den Namen Contact und erschien Ende August 2012. Es markiert die nunmehr lupenreine Pop-Ausrichtung der Band, die aus vielen Soundzitaten wiedererkennbaren, tanzbaren Pop schafft.

## Diskografie

### Alben
- What’s the Time Mr. Wolf? (5. Februar 2007; 17. April 2007 in den USA)[10]
- Wild Young Hearts (April 2009)
- Contact (2012)

### EPs
- Three Moods of the Noisettes (11. April 2005)
- What’s the Time Mini-Wolf? (26. Dezember 2006) – Download exklusiv bei iTunes

### Singles
- IWE (20. Januar 2006)
- Scratch Your Name (12. Juni 2006; wiederveröffentlicht 7. Mai 2007)
- Don’t Give Up (20. November 2006)
- Sister Rosetta (Capture the Spirit) (29. Januar 2007)
- The Count of Monte Christo (3. September 2007)
- Wild Young Hearts (29. Dezember 2008)[11]
- Don’t Upset the Rhythm (Go Baby Go) (23. März 2009)
- Never Forget You (September 2009)
- Every Now and Then (April 2010)
- That Girl (2012)

### Kompilationen
- NME Presents: Independent Thinking: Transgressive Records mit IWE als Track 6.
- Love Music Hate Racism mit Shame auf Disc 2 Track 12.
- The Sisterhood of the Traveling Pants 2 Soundtrack mit Sister Rosetta (Capture the Spirit) als Track 8.
- St Trinian’s: Original Soundtrack mit Don’t Give Up als Track 5.

### Interviews
- Interview. hitparade.ch, 2009.
- Interview. Platforms magazine.

## Belege
1. 1 2  Chartquellen: AT CH UK US
2. ↑  Auszeichnungen für Musikverkäufe: UK
3. 1 2 3  Rezension des Konzerts in Brighton „Make way for pop’s new leading lady“. The Independent, 16. März 2009.
4. 1 2  grossstadtgefluester.motor.de (Memento vom 11. Mai 2009 im Internet Archive)
5. 1 2  Im Lieferwagen zum Erfolg: Die Londoner Gruppe Noisettes. Neue Zürcher Zeitung, 27. März 2009.
6. ↑  musicrooms.net (englisch).
7. ↑  mtv.de (Memento vom 14. Februar 2009 im Internet Archive) MTV
8. ↑  Noisettes Bericht. New Musical Express.
9. ↑  Heather Phares: Rezension. AllMusic, 4. September 2012.
10. ↑  Rezension Noisettes: What’s The Time Mr Wolf? (Memento vom 21. Mai 2009 im Internet Archive) Motor.de, 15. Mai 2007.
11. ↑  normanrecords.com